# Contra-diction: il caso Nicaragua
Pour plus de détails, voir Fiche technique et Distribution.
Contra-diction: il caso Nicaragua est un documentaire italien réalisé par Giuseppe Ferrara et sorti en 1988.
Le film est produit par la Confédération générale italienne du travail (CGIL).

## Synopsis
Ce documentaire-enquête montre la situation contemporaine du Nicaragua, puis se penche sur son passé : de la dynastie dictatoriale des Somoza (1936-1979) à la figure révolutionnaire d'Augusto Sandino dont s'inspire le Front sandiniste de libération nationale.

## Fiche technique
- Titre italien : Contra-diction: il caso Nicaragua[1]
- Réalisateur : Giuseppe Ferrara
- Scénario : Giuseppe Ferrara
- Montage : Giuseppe Ferrara
- Photographie : Giacomo Testa
- Musique : Luciano et Maurizio Francisci
- Société de production : Confédération générale italienne du travail (CGIL)
- Pays de production :  Italie
- Langue originale : italien
- Format : Couleur
- Durée : 90 minutes
- Genre : Documentaire
- Dates de sortie :
  - Italie : 1988

## Distribution
- Giuseppe Ferrara : lui-même